# Astragalus gharemanii
Astragalus gharemanii är en ärtväxtart som beskrevs av Maassoumi och Dieter Podlech. Astragalus gharemanii ingår i släktet vedlar, och familjen ärtväxter. Inga underarter finns listade i Catalogue of Life.